# سيمون بيكر (منافس ألعاب قوى)
سيمون بيكر (بالإنجليزية: Simon Baker)‏ هو منافس ألعاب قوى أسترالي، ولد في 6 فبراير 1958 في ملبورن في أستراليا.

## وصلات خارجية
- سيمون بيكر على موقع الاتحاد الدولي لألعاب القوى (الإنجليزية)
- سيمون بيكر على موقع النتائج التاريخية لألعاب القوى الأسترالية (الإنجليزية)
- سيمون بيكر على موقع أوليمبيديا (الإنجليزية)